# Карнобат
Карноба̀т е град в Югоизточна България. Той се намира в област Бургас и е разположен на почти еднакво разстояние от Бургас (53 km), Сливен (56 km) и Ямбол (54 km). Градът е административен център на община Карнобат. Там се намира Институтът по земеделие. Към декември 2004 г. градът е на 47-о място по население в България. По данни на НСИ към 15 септември 2022 г. жителите на града са 15 249, което го прави третото в областта по големина населено място след Бургас и Айтос.
По данни на ГРАО към 15 юни 2024 г. в града живеят 17 349 души по настоящ адрес и 19 529 души по постоянен адрес.

## География
Карнобат се намира на 53 km от областния център Бургас. Градът е разположен на еднакво разстояние от Сливен, Ямбол и Бургас. През града преминава главният път София – Бургас. Тук е и разклонът за Шумен. Гара Карнобат е една от най-натоварените железопътни гари в България: на ден на нея спират повече от 30 влака, включително тези по линията Бургас – Варна и Бургас – София. Като железопътен възел свързва южна със северна, както и източна с централна България.

### Физико-географска характеристика

#### Релеф
Територията на община Карнобат е 806 km². Релефът в по-голямата си част е равнинен, прорязан от долините на реките Мочурица и Русокастренска. На територията на общината няма труднодостъпни райони. В северната част се издигат две вериги от сравнително ниски (500 – 600 m) и разляти хълмове, които представляват последни разклонения на Карнобатско-Айтоската планина. На юг теренът преминава в равнина, с изолирани хълмове и теренни гънки и прелива в Карнобатска котловина
. Южно от гр. Карнобат се издигат Хисарските възвишения (500 m). Средната надморска височина на територията на общината е 174 m. Преминавайки по билото на Карнобатски Хисар, границите на общината пресича главния вододел на Балканския полуостров. Ришкият проход свързва общината със Северна България.
В долината на река Мочурица се наблюдава релеф от акумулативен тип.

#### Почви
На територията на община Карнобат се срещат няколко типа почви: изслужени смолници, изслужено-канелени, алувиални.

#### Полезни изкопаеми
Община Карнобат е бедна на полезни изкопаеми. На територията ѝ са разкрити кариери за строителни материали:
- пясък – северно от яз. „Церковски“, почти до брега и на 2 – 3 km от с. Венец;
- торф – блатната територия с площ около 6 km², на 1 km югозападно от с. Венец;
- глини – под торфа се намира глина. Около град Карнобат има открити други две находища.[5]

#### Климат
Община Карнобат е разположена в преходно-континенталната климатична област. Климатът се формира под влиянието на океански въздушни маси от запад и северозапад и на континентални от североизток. Черно море също повлиява на климата на общината. Средногодишната температура на въздуха е 11,4 °C. Територията на община Карнобат се определя като район с мек климат. Средногодишните стойности на валежите са 549 mm, като максимаумът е през лятото. Въпреки това месец август е горещ и сух, като се наблюдават характерни засушавания и през есента. Зимата е сравнително топла, като в северните райони е по-продължителна. Снежната покривка е неустойчива. В района преобладават ветрове от север и североизток, като липсата на големи планински бариери и гъсто залесяване обуславят големи скорости на вятъра.
Климатът е благоприятен за развитие на селското стопанство, като тук се отглеждат два вида култури – средно топлолюбиви и топлолюбиви.

#### Водни ресурси
Територията на общината се отводнява от две реки със слаб дебит – Мочурица, с дължина 85,9 km, която се влива в река Тунджа, и Русокастренска, с дължина 65,4 km, която се влива в Мандренското езеро. Повърхностният отток се формира предимно от дъждовни води. През лятото продължителното засушаване и високите температури, които изпаряват водата, водят до силното намаляване на количествата вода в двете реки. На много от притоците им има изградени язовири и микроязовири (около 80 на брой), чийто води се използват за риболов и напояване. Макар че районът на община Карнобат се числи към бедните на подземни води, за водоснабдяването му се разчита и на тях. Те са с по-постоянен дебит, тъй като не са до такава степен изложени на климатични и атмосферни влияния. Въпреки това количеството на подземните води, установени на територията на общината, са недостатъчни за нейните нужди и недостигът се компенсира от водите на язовир „Камчия“.

## Квартали на Карнобат
- ж.к. Красно село
- ж.к. Възраждане

## История
Историческите извори сочат, че от XV век насам градът винаги е бил административен център, стопанско и търговско средище с традиционен ежегоден панаир.
В сведенията и пътеписните бележки се споменава под различни имена – Кариноваса, Каринабад, Карново и др.
Най-ранните сведения за Карнобат, под името „Град Каръновасъ“ се съдържат в подробния регистър на доганджиите-соколари от 1477 г.(ТБКМ-Сф, ОО – Д 649 – „Извори за българската история
“, том 10, Сф, БАН, 1964 г., стр.159 – 214 със селищата от Бургаска област, сред които е и град Карнобат). Като „град Карин-абад“, а също така и „Карнобат“ (в документа се употребяват и двете форми на името му), сведения за града има и в т.нар. „Карнобатско вакфие“ на Раккас Синан бег от 1487 г., съставено по времето на султан Баязид ІІ (1481 – 1512) – Лит.: Сп. „Български църковен преглед“, год. 4, кн. 4, Сф, 1898 г., стр. 43 – 48 (с целия текст на вакфието).
Според краткия регистър на Османската империя от 1530 г. Карнобат, посочен в документа като „град Карин овасъ“, е център на кааза със същото име – „Карин овасъ“ (Istanbul – BOA, TD 370, s.460 – 464).
През Възраждането Карнобат става обединителен център на културно-просветното развитие на района. Градът има съществен принос в църковните борби през Възраждането – в средата на 60-те години на XIX век будните карнобатски граждани изгонват анхиалския владика, с което окончателно отстраняват гръцкото влияние. По време на Руско-турската война от 1877 – 1878 г. районът става жертва на безчинстващи башибозуци и черкези. Освобождението на Карнобат на 24 януари 1878 г. открива път за големи обществено-икономически преобразувания.
Карнобатският регион, разположен пред южните подстъпи на Ришкия и Върбишкия проход, има древна и богата история и култура. Следи от живот има още от неолитната епоха. Селища и могили разкриват следи от живот от енеолитната, бронзовата и желязната епоха, богат поселищен живот от античността и средновековието. След създаването на българската държава през 681 година, поради изключителната си роля, земите на днешния Карнобатски край стават арена на военни действия и вековни интереси между България и Византия.
От времето на Първото българско царство най-значимият обект е намиращата се на 7,5 km западно от Карнобат крепост Маркели, важен градски епископски и военен център. Сред кухненските остатъци при крепостната кула от 6 – 11 в. от палеоорнитолога проф. Златозар Боев са открити костни останки от изчезналите вече в пределите на страната див колхидски (ямболски) фазан (Phasianus colchicus colchicus) и голяма дропла (Otis tarda). През османското владичество Карнобат е административен център на нахия, а по-късно на кааза в Силистренски санджак. Сведения за стопанството, бита, културата, архитектурата и пр. на града и селата за периода XIV – XIX в. се съдържат в османо-турски данъчни регистри и в пътеписи на чужди пътешественици. Пред този период градът се споменава под различни имена.
Показателен факт за възрожденските процеси в региона е свещенодействието на поп Стойко Владиславов – бъдещият епископ Софроний Врачански, в Карнобатска енория през 1791 – 1792 г. През Възраждането градът е значим търговско – занаятчийски център, прочут с пазара и големия карнобатски панаир.
След Кримската война край Карнобат се заселват кримски татари.
Градът е обединителен център на културно-просветни процеси и борба за независима българска църква в района през XIX в. Учреденото през 1862 г. Карнобатско читалище „Св. св. Кирил и Методий“ е едно от първите в днешна Югоизточна България.
След Освобождението (1878 г.) настъпват съществени обществено-икономически преобразования и Карнобат се утвърждава като административен, стопански и културно-просветен център.
В Карнобат и Карнобатския край са родени редица бележити културни и научни дейци. Сред тях се открояват имената на: Никифор Н. Попов – автор на първия учебник по стокознание в България, писателите Димитър Полянов, Иван Карановски, Минко Неволин, Ненчо Савов, Мария Шопова, Георги Равнинов, художниците Бенчо Обрешков (единственият български художник, носител на наградата „Гран при“ през 1937), Жечко Попов, професор Дончо Вълчев, Атанас Жеков, Слави Кожухаров /Слави Земята /, Алекси Денев /Лечо /, Иван Христов /Магелана /, Иван Водев, Костадин Костадинов /Динко/, академик Димитър Косев, професор Жельо Авджиев, професор Велко Тонев, професор Петко Бахчеванов.

## Население

### Етнически състав
Преброяване на населението през 2011 г.
Численост и дял на етническите групи според преброяването на населението през 2011 г.:
|                     | Численост |
| Общо                | 18621     |
| Българи             | 14635     |
| Турци               | 1064      |
| Цигани              | 638       |
| Други               | 165       |
| Не се самоопределят | 87        |
| Неотговорили        | 2032      |

## Икономика
Икономическото развитие на община Карнобат е свързано основно със селското стопанство. Районът е бил и се утвърждава като зърнопроизводителен. Тенденции към подем бележат трайните насаждения, основно лозя, и свързаното с това производство на вино и други алкохолни напитки. Добре е застъпено и животновъдството, най-вече овцевъдство, свиневъдство, отглеждането на крави, кози, птици, зайци, пчели.
От отраслите на промишлеността са застъпени основно хранително-вкусовата, машиностроенето и шивашката.
Община Карнобат има много добри условия и за развитие на хранително-вкусовата промишленост, като се има предвид, че районът е предимно селскостопански. Традиционно тук са застъпени производство на спиртни напитки, зеленчукови и плодови консерви, брашно и хлебни изделия, млечни продукти, месни продукти, сладководна риба. Силно развити са транспортните услуги от няколко фирми, притежаващи стотина камиони с товароподемност над 20 т.
В икономическата база на общината съществуват резерви от неизползвани производствени мощности, трудови ресурси, производствени и складови площи.
Действащи предприятия на територията на общината:
- „Карина“ АД е основана през 1962 г. на базата на малки работилници за производство на шивашки изделия в Карнобат. През годините фирмата преминава през различни фази на държавна собственост – до 1996 г., когато е приватизирана 65%, а от 1999 г. е 100% частна. Фирмата е специализирана в изработването на мъжки ризи и дамски блузи. В „Карина“ АД работят 750 работници и служители както от гр. Карнобат, така и от околните населени места.
- Компанията „СИС Индустрийс“ край Карнобат произвежда и бутилира над 40 вида високо алкохолни напитки. В основата на цялата продукция е чистият зърнен спирт, произвеждан от рафинерия „ВИНС“. Три са основните марки, под които продукцията на „СИС Индустрийс“ присъства на пазара:

• 	„Савой клуб“. Марката е представена от водка, уиски, ром, джин и бренди, които се произвеждат по лиценз на втората по големина алкохолна фирма в Холандия UTO Nederland.
• 	McCOY е марката на английската U.B.V. Midland Distillers Ltd. Под тази марка има българско производство на водка, джин и уиски.
• 	„Карнобат“ е местната марка, с която се идентифицират типично българските напитки: ракия, мастика и мента, в компанията на джин, бренди и водка.
Напитките от серията „Карнобат“ отмерват и най-доброто съотношение „цена – качество“ и имат добро пазарно присъствие.
- Рафинерия „ВИНС“ е единствената рафинерия за зърнен спирт и дестилати на територията на Балканския полуостров. Тя е изградена по идея на един от най-големите родни производители на високоалкохолни напитки – „СИС Индустрийс“. Технологичното оборудване е италианско и белгийско. Рафинерията разполага с модерна лаборатория за контролиране на входящата суровина и текущото производство. За опазване на околната среда към рафинерията е построена специална пречиствателна станция. Рафинерия „ВИНС“ е открила над 100 работни места с тенденция за увеличаване.
- „Винпром Карнобат“ – изграждането на рафинерия „ВИНС“ и колоните за дестилати слагат началото на още едно предприятие на територията на общината. „Винпром Карнобат“ стартира собствено винопроизводство като капацитетът на новите мощности е за преработка на до 1000 тона грозде годишно. Амбицията е да се прави „бутиково“ винопроизводство, с размерите на типичните френски изби. Новите съоръжения са на съвременно техническо ниво, производство на утвърдени български и европейски фирми.
- „КАМТ“ АД. Създаден през 1953г. като държавен ремонтен завод номер 8  с профил ремонт на селскостопанска техника. От 1999г. е частна собственост. Основната дейност на фирма „Карнобат агромашини и техника“ е производство на почвообработващи машини. Дружеството е водещ производител на земеделска техника в България. Направени са сериозни инвестиции в технологично обновление, което значително спомага за повишаване на качеството и конкурентоспособността.
- „Металопак“ АД. Произвежда метален амбалаж, опаковки и поцинковани домашни съдове. Разполага с модерна технологична линия на фирма „Саржиани“ – Италия. Има капацитет за производство на големи количества от номенклатурата. Изделията се предлагат на вътрешния пазар и за експорт.
- Завод за метални конструкции към „Монтажи“ ЕАД – София. Предприятието изработва всякакъв вид среднотежки метални конструкции, заваръчен тип, за всички отрасли на икономиката. Изпълнявани са и се изпълняват поръчки за крупни обекти в страната, както и за износ. Основният производствен корпус е с площ 10 декара. Има собствени лаборатории за химически анализ и механични изпитания на метала. Заводът е атестиран по DIN 18800 – 7 за работа по европейските стандарти.
- „СЕ Борднетце – България“ – доставчик на компоненти за международната автомобилна индустрия. Произвеждат се кабелни комплекти за различни автомобилни платформи. Едни от най-големите клиенти са Фолксваген, Ауди и Шкода. Първоначално фирмата е основана през 2002 г. в гр. Казанлък като логистичен център на VW TR (Volkswagen Elektrik Sistemleri A.S. Cerkezkoy, Tурция). През 2004 фирмата се разраства и се премества в гр. Карнобат. Тук вече работи като поддоставчик на VW TR и е ръководена директно от там. След като Фолксваген АГ и Сименс АГ продават дъщерната си фирма Volkswagen Bordnetze GmbH на корпорацията Сумитомо през 2006 г., фирмата става самостоятелна, и вече оперира под новото си име „Sumitomo Electric Bordnetze – Bulgaria“ ЕООД. През 2008 фирмата експандира още и отваря втори завод в гр. Мездра. Работи с 3 завода на територията на България, като 1 от тях принадлежи на поддоставчик Атес ЕООД (гр. Сливен).

## Селско стопанство

### Земеделие
Обработваемата площ на община Карнобат е 533 000 дка. По-големият дял от земята – 93% – е частна собственост. Районът има климат, благоприятстващ развитието на зърненожитни фуражни култури. Значителен дял заемат техническите култури. Заленчукопроизводството се практикува почти изцяло от частните стопанства.
Трайните насаждения на обработваемите земи в общината заемат 12 950 дка. От тях 8 690 дка са лозя, 4 260 дка са овощни градини (отглеждат се праскови, кайсии, череши, ябълки, бадеми, ягоди, малини).
Най-добре развитият отрасъл, с традиции още от древността, е лозарството. 6 820 дка се намират в най-експлоатираните в това отношение земи на селата Невестино, Искра, Соколово, Зимен, Венец, Екзарх Антимово, Аспарухово, Житосвят.

### Лозаро-винарски кооператив „Карнобат“
През 2016 г. местни лозари, винопроизводители, енолози, земеделци и агрономи – представители на големи стопански организации от района – възраждат идеята за Лозаро-винарски кооператив „Карнобат“, създаден през миналия век. Целта е да се кооперира обработката на лозята на територията на общината и да се търсят общи пазари за продукцията. Всички частни стопански организации се обединяват в кооператив с цел да защитят интересите си и тези на по-дребните земеделци, гарантирайки достойна цена за реколтата посредством един затворен цикъл на производството – от засаждането и отглеждането на лозята, през преработката на гроздето, до пласмента на готовата продукция (вина и ракии) на добри цени както на местен, така и на международен пазар. Лозаро-винарски кооператив „Карнобат“ обезпечава по-малките стопански организации със земеделска техника и ги съветва как да обработват екологично масивите и да оптимизират реколтата като извлекат най-доброто от природните дадености на региона. Кооперативът им помага в кампаниите за гроздобер с техника и човешки ресурс за ръчно бране на селектирани сортове. Масивите на Кооператива се охраняват целогодишно от набезите на крадци и нелегални изкупвачи.
Друга от целите на Лозаро-винарски кооператив „Карнобат“ е развитието на винен туризъм на територията на общината, използвайки богатото историческо, архитектурно и археологическо наследство в района.
В резултат на всичко това се очаква във времето да се разкриват много нови работни места за енолози и специалисти по селско стопанство, което ще спомагне все повече млади хора да се завърнат по родните си места.

## Обществени институции
- Районно управление Полиция
- Районен съд

## Културни и природни забележителности
В Карнобатския край винопроизводството има многовековна традиция. Доказателство за това са разкопките на многобройните тракийски могили в района на Карнобат, при които са открити червенофигурни керамики с изображения на бог Дионис, както и различни съдове за вино. Сведения за винопроизводството по тези земи откриваме и в историческите хроники от V-IV век пр.н.е., свидетелстващи за оживена търговия между местните винопроизводители и елинските черноморски колонии.
По-късно, по време на Първото българско царство, величествената средновековна крепост „Маркели“ освен защитната си функция играела и ролята на винохранилище.
За добре поддържаните лозя и хубавото вино в района на Карнобат се споменава и в бележките на десетки чужди пътешественици – немци, французи, англичани, поляци, унгарци, посещавали тези земи в периода XV – XIX век. Според свидетелствата с много грижа и умение местните хора подготвяли нови терени за лозя, ограждали земите и култивирали сортове, познати и днес.
Уникалното съчетание на релеф, климатични и почвени особености е предпоставка за превъзходното качество на гроздето от Карнобатския край. В Карнобатската котловина се отглеждат както традиционни за страната, така и интернационални винени сортове. Разнообразието от сортове и тероарните особености на района благоприятстват създаването на висококачествени вина.

### Средновековна крепост Маркели
Средновековният град Маркели, известен по изворови данни между VIII – XI век, се намира на 7,6 km западно от Карнобат. През втората половина на VIII до началото на IX в. заема възлово място в българо-византийските политически и военни взаимоотношения. На 20 юли 792 г. тук българският хан Кардам печели решаваща битка и война срещу византийския император Константин VI. До втората половина на VIII век Маркели е значим епископски център. След успешните за България войни при хан Крум византийският град Маркели е преобразуван в най-големия старобългарски лагер на юг от Източна Стара планина. Изградени са импозантни землени съоръжения (валове и ровове), които днес са най-добре запазените и най-грандиозните на Балканския полуостров.

### Църква „Свети Йоан Богослов“
Църквата „Свети Йоан Богослов“ е издигната върху мястото на изгорената от турците на 1 януари 1878 г. по-стара църква в българския център на възрожденския Карнобат. Църквата е строена след 1878 г. от тревненския майстор Генчо Кънев. Впечатлява с оригинални архитектурни елементи и дърворезбения си иконостас – един от шедьоврите на майсторите от Дебърската школа.

### Други
- защитен вал Еркесия - създаден през 7 в., като граница между България и Източната Римска империя с дължина 142 км. от Бургас до с. Марица. Валът преминава през с. Житосвят, не далеч от града. На места е широк 10 м. на други  40 м.  Освен за военно съоръжение валът е служил за митница.
- Часовниковата кула
- Къща музей Димитър Полянов – възрожденска къща от градски тип, строена през 70-те години на XIX в.[14]
- Къща музей Минко Неволин – строена през 60-те години на XIX в.[15]
- Синанбейов хамам – турската баня в старата част на града е една от цялостно запазените сгради от Южна България – изградена е в третата четвърт на XV в.[16]
- „Черната джамия“, строена през 1821 г.[17]
- Еврейският некропол
- Кърккъзан баир

## Религии
Православие, ислям и протестантство.

## Известни личности
Родени в Карнобат
- Атанас Жеков (1926 – 2006), художник
- Атанас М. Карарусев, български революционер от ВМОРО, четник на Кръстьо Българията[18]
- Гроздан Рандев, деец на ВМОРО, четник при Мише Развигоров[19]
- Минко Неволин (1881 – 1972), революционер и писател
- Димитър Полянов (1876 – 1953), поет и преводач
- Слави Мерджанов (1876 – 1901), революционер от ВМОРО
- Бенчо Обрешков (1899 – 1970), художник
- Иван Карановски (1882 – 1960), поет
- Ненчо Савов (1896 – 1991), детски поет
- Жечко Попов (1933 – 1996), художник
- Михаил Витанов (1944 – 1998), актьор
- Никола Кенов (1902 – 1968), диригент и композитор
- Николай Николов (р. 1986), български волейболист
- Пеню Киров (1868 – ?) – един от първите трима ученици на Учителя Петър Дънов. Седемнадесетгодишен се записва като доброволец в Сръбско-българската война. През 1898 г. започва лична кореспонденция с Петър Дънов. През 1900 г. заедно с Тодор Стоименов и д-р Георги Миркович е поканен на среща с Учителя във Варна. Това полага началото на съборите на „Бялото братство“.
- Петруш Георгиев, революционер от ВМОРО, четник при Александър Георгиев[20]
- Петър Христов, български революционер от ВМОРО, четник на Христо Цветков[21]
- Веселин Панайотов (р. 1955), български учен.
- Ива Ваня - псевдоним на актрисата Иванка Янакиева. Родена в Карнобат на 11 октомври 1905 г. Мегазвезда на немското кино от времето на Втората световна война. Мис Берлин 1930 г. Съпруга на композитора на песента Лили Марлен, с когото имат двама сина.
- Сабина Тянкова (25.05.1935 г., гр. Карнобат – 22.07.1992 г., гр. София) българска оперетна певица родена в Карнобат. Съпруга на композитора Жул Леви.
- Щилян Златев, български революционер, четник на Симеон Клинчарски в 1914 година[22]

Починали в Карнобат
- Любомир Начев (1954 – 2006), политик
- Сава Хаджидечев (1844 – 1917), бивш кмет на Бургас
- Ясен Русалиев (1852 – 1917), бивш кмет на Бургас

Други
- Атанас Атанасов (р. 1953), политик, кмет на града от 1999
- Димитър Душанов (1837 – 1904), просветен деец, учител в града през 1864 – 1867
- Борис Клочков (р. 1928), агроном, работи в града през 1954 – 1971
- Атанас Комшев (р. 1959), български състезател по борба класически стил. Олимпийски шампион от „Сеул '88“
- Атанас Тодоров (1863 – 1936), учител и паркостроител. През 1886 г. завършва с отличие Земеделското училище в Садово. Атанас Тодоров е първият председател на образуваното в края на XIX век Дружество за залесяване на околностите на Карнобат. В края на 1893 г. Община Карнобат взема решение да отреди мястото на север от шосето София – Бургас за създаване на градска градина. По инициатива на учителя Атанас Тодоров и под вещото ръководство на лесовъда Нейчо Попов, завършил Садовското училище, общинската мера била разграфена и залесена с дъб, бряст, акация, липа, чер и бял бор, ясен, кестени и гинко билоба. Карнобатската градина е създадена с много любов и доброволен труд на ученици и граждани. Градската градина е открита тържествано срещу 24 май 1894 г. Карнобатчани били горди, че са изпреварили в паркостроителството големи градове, като Шумен (1897), Стара Загора (1902), Русе (1905), Видин (1902) и Морската градина на Бургас (1909), създали своите градски градини след Карнобат. Любовта към природата и паркостроителството на учителя родолюбец не останала незабелязана и през 1896 г. Атанас Тодоров получава от Министерството на народното просвещение първа награда за най-добре уредена училищна градина – градината на Основно училище „Софроний Врачански“ в центъра на Карнобат. През 1904 г. Атанас Тодоров е избран за кмет на Карнобат.
- Димитър Великсин (1840 – 1896) –български книжовник, възрожденец и поет. Роден в Браила, Влашко в емигрантско семейство на търговци от Карнобат.

## Медии

### Радио
В Карнобат ефирно се приемат следните радиостанции: Шумен (87.6), Хоризонт (87.8), Хоризонт (88.0), Варна (88.5), Bulgaria ON AIR (89.0), Христо Ботев (89.5), Power FM (91.1), Фолк Радио (91.6), Хоризонт (92.8), The Voice (93.3), Шумен (94.0), FM+ (94.2), Радио 1 (94.7), Хоризонт (95.0), Христо Ботев (95.3), Bulgaria ON AIR (96.2), Стара Загора (97.2), Радио 1 рок (98.0), Христо Ботев (98.7), Energy (99.9), Христо Ботев (100.3), N-JOY (100.5), Дарик Радио (101.2), Радио Фокус (101.7), Хоризонт (102.0), Хоризонт (102.5), Христо Ботев (103.2), Хоризонт (103.7), Дарик Радио (104.5), Z-Rock (105.1), Радио Фреш (105.7), Радио 1 рок (105.9).

### Телевизия
В Карнобат ефирно се излъчват следните телевизионни програми и канали:
- 6 II БНТ 1
- 21 II БНТ 1
- 28 II BTV
- 37 II BTV
- 50 II Нова Телевизия
- 52 II Телевизия Карнобат
- 55 II TV 7
- Ефирна телевизия „ТВ КАРНОБАТ“ излъчва от 1996 г. от Хотел Карнобат на 41 канал до март 2003 г., когато е прекатена лицензията. От февруари 2005 г. излъчването е възстановено на 52-ри канал.

### Кабелна телевизия
- „Лъки“
- „Панорама“

### Вестници
- в-к „Карнобатски глас“

### Новинарски портал
- ГЛАСЪТ на Карнобат